# أحلامنا عند الغسق
أحلامنا عند الغسق (بالإنجليزية: Our Dreams at Dusk)‏ هي سلسلة مانغا يابانية نشرت من قبل شوغاكوكان في 2015 حتى 2017 وتم جمعها في 4 تانكوبون.